# Gerardo Alminaza
Gerardo Alimane Alminaza (ur. 4 sierpnia 1959 w San Jose) – filipiński duchowny rzymskokatolicki, od 2013 biskup San Carlos.

## Życiorys
Święcenia kapłańskie otrzymał 29 kwietnia 1986 i został inkardynowany do diecezji Bacolod. Po krótkim stażu wikariuszowskim został pracownikiem seminarium w Bacolod. Pełnił w nim funkcje dziekana studiów, ojca duchownego oraz rektora.
29 maja 2008 został mianowany biskupem pomocniczym archidiecezji Jaro ze stolicą tytularną Maximiana in Byzacena. Sakry biskupiej udzielił mu 4 sierpnia 2008 abp Edward Adams.
14 września 2013 otrzymał nominację na biskupa San Carlos, zaś 18 listopada 2013 kanonicznie objął urząd.